# Atransferinemija
Atransferinemija (naziv se i obiteljska hipotransferinemija) je metabolički poremećaj u kojem nedostaje molekula transferina, plazmatskog proteina koji prenosi željezo (Fe) u krvi čovjeka.
Atranferinemija je genetički poremećaj koji se nasljeđuje autosomno recesivno. Nastaje mutacijama gena TF. Bolest se javlja izuzetno rijetko, a karakteriziraju je anemija (mikrocitna, hipokromna), hemosideroza srca i jetre, te rjeđe i ostalih organa (npr. gušterača, bubreg, štitnjača).
|  | Molimo pročitajte upozorenje o korištenju medicinskih informacija. Ne provodite liječenje bez savjetovanja s liječnikom! |